# トマス・マルティネス
トマス・マルティネス（Tomás Martínez、1995年3月7日 - ）は、アルゼンチン・ブエノスアイレス州出身のプロサッカー選手。FBCメルガル所属。ポジションはMF。

## クラブ経歴
CAリーベル・プレートのアカデミー出身。2011年7月、クラブとプロ契約を締結した。
2015年8月18日、CDテネリフェに期限付き移籍。
2016年2月、CDテネリフェとの契約を解除し、デフェンサ・イ・フスティシアに期限付き関。
2016年7月2日、SCブラガに移籍。
2017年7月17日、ヒューストン・ダイナモに移籍。
2021年1月30日、デフェンサ・イ・フスティシアに移籍。
2022年1月5日、CAアルドシビに移籍。

## 人物
2019年1月にグリーンカードを取得したため、MLSでは国内選手扱いになっている。

## タイトル

### クラブ
CAリーベル・プレート
- アルゼンチン・プリメーラ・ディビシオン: 2014
- コパ・スダメリカーナ: 2014

ヒューストン・ダイナモ
- USオープンカップ: 2018

デフェンサ・イ・フスティシア
- レコパ・スダメリカーナ: 2021

### 代表
U-20アルゼンチン代表
- 南米ユース選手権: 2015